# F-1 World Grand Prix II
F-1 World Grand Prix II és un videojoc de curses de Fórmula 1 per la Nintendo 64 que va ser llançat només a Europa l'any 2000. Aquest videojoc és la continuació del F-1 World Grand Prix. Hi ha la possibilitat de córrer amb cotxes de la Fórmula 1 en diversos circuits amb els conductors amb la llicència de l'any 2000.